# Rilmenidină
Rilmenidina (cu denumirea comercială Tenaxum) este un medicament antihipertensiv, fiind utilizat în tratamentul hipertensiunii arteriale. Calea de administrare disponibilă este cea orală. Acționează ca agonist al receptorilor alfa-2/imidazolinici de la nivel central, având efect antihipertensiv.

## Utilizări medicale
Rilmenidina este utilizată în tratamentul hipertensiunii arteriale esențiale.